# Château Piccolomini (Ortucchio)
Pour les articles homonymes, voir Piccolomini.
Le château Piccolomini est un château situé dans la commune de Ortucchio, province de L'Aquila, dans les Abruzzes.